# Манжо, Андре
Андре Луи Манжо (фр. André Louis Mangeot; 1883, Париж — 1970, Лондон) — английский скрипач и импресарио французского происхождения.
Окончил Парижскую консерваторию, ученик Мартена Марсика. С 1908 г. играл в английских оркестрах, в том числе в оркестре Ковент-Гардена и в оркестре Куинз-холла под управлением Генри Вуда. Окончательно обосновался в Великобритании после Первой мировой войны, получил британское гражданство. В дальнейшем был известен, главным образом, как руководитель различных струнных квартетов и других камерных ансамблей, много исполнявших новейшую музыку и произведения новейших композиторов. В 1925 г., в частности, вместе с Интернациональным квартетом исполнил британскую премьеру струнного квартета Габриэля Форе, в 1932 г. восторженный отзыв журнала Gramophone получила исполненная под руководством Манжо британская премьера Серенады Альфредо Казеллы (сам Манжо публиковал в этом издании проблемные и мемуарные статьи). В 1930-е гг. выступал в дуэте с Бенджамином Бриттеном. Писатель Кристофер Ишервуд в юности работал у Манжо секретарём.
Записал сонату для скрипки и фортепиано Клода Дебюсси (с Лайелом Барбуром). Вместе с одним из квартетов под руководством Манжо осуществлена запись фортепианного квинтета «Форель» Франца Шуберта с участием Вильгельма Бакхауса.
Редактировал издания сочинений Генри Пёрселла. Перевёл с французского на английский сборник «Беседы с Пабло Казальсом» (1956). Преподавал в Оксфордском и Кембриджском университетах, оставил учебное пособие «Скрипичная техника: замечания для исполнителей и учителей» (англ. Violin technique: Notes for players and teachers; 1953).
Андре Манжо посвящены «Элегия для Андре Манжо» Джона Джефриса и «Лирическая поэма» для скрипки и фортепиано Юджина Гуссенса.

## Книги и статьи
- The Purcell fantasies and their influence on modern music, «Music & letters», vol. 7, n. 2 (1926), с. 143-149
- The Ladder to Paganini's Profound Mastery by Michael Zacharewitsch, «The Musical Times», vol. 93, n. 1318, 1952, с. 548-549
- Violin technique, Notes for players and teachers, London, D. Dobson, 1953